# Collegio plurinominale Veneto 2 - 01 (2020)
Il collegio elettorale plurinominale Veneto 2 - 01 è un collegio elettorale plurinominale della Repubblica italiana per l'elezione della Camera dei deputati.

## Territorio
Come previsto dalla legge n. 51 del 27 maggio 2019, il collegio è stato definito tramite decreto legislativo all'interno della circoscrizione Veneto 2.
Il collegio comprende la zona definita dai tre collegi uninominali Veneto 2 - 01 (Rovigo), Veneto 2 - 02 (Selvazzano Dentro) e Veneto 2 - 03 (Padova) quindi il territorio delle province di Padova e di Rovigo.

## XIX legislatura

### Risultati elettorali
|                               | Fratelli d'Italia                                       | 198 246 | 32,14 | 1 | 342 533 | 55,53 | 3 |  |  |
|                               | Lega per Salvini Premier                                | 87 572  | 14,20 | 1 | 342 533 | 55,53 | 3 |  |  |
|                               | Forza Italia                                            | 43 211  | 7,01  | – | 342 533 | 55,53 | 3 |  |  |
|                               | Noi Moderati                                            | 13 504  | 2,19  | – | 342 533 | 55,53 | 3 |  |  |
|                               | Partito Democratico - Italia Democratica e Progressista | 107 570 | 17,44 | 1 | 147 339 | 23,89 | – |  |  |
|                               | Alleanza Verdi e Sinistra                               | 18 961  | 3,07  | – | 147 339 | 23,89 | – |  |  |
|                               | +Europa                                                 | 18 381  | 2,98  | – | 147 339 | 23,89 | – |  |  |
|                               | Impegno Civico – Centro Democratico                     | 2 427   | 0,39  | – | 147 339 | 23,89 | – |  |  |
|                               | Azione - Italia Viva                                    | 51 772  | 8,39  | – | 51 772  | 8,39  | – |  |  |
|                               | Movimento 5 Stelle                                      | 36 859  | 5,98  | 1 | 36 859  | 5,98  | – |  |  |
|                               | Italexit                                                | 14 841  | 2,41  | – | 14 841  | 2,41  | – |  |  |
|                               | Vita                                                    | 10 973  | 1,78  | – | 10 973  | 1,78  | – |  |  |
|                               | Italia Sovrana e Popolare                               | 6 321   | 1,02  | – | 6 321   | 1,02  | – |  |  |
|                               | Unione Popolare                                         | 6 213   | 1,01  | – | 6 213   | 1,01  | – |  |  |
| Totale                        | Totale                                                  | 616 851 | 100   | 4 | 616 851 | 100   | 3 |  |  |
|                               |                                                         |         |       |   |         |       |   |  |  |
| Voti non validi               | Voti non validi                                         | 25 416  | 3,96  |   |         |       |   |  |  |
| Votanti                       | Votanti                                                 | 642 267 | 71,46 |   |         |       |   |  |  |
| Elettori                      | Elettori                                                | 898 819 |       |   |         |       |   |  |  |
|                               |                                                         |         |       |   |         |       |   |  |  |
| Data: 25 settembre 2022       |                                                         |         |       |   |         |       |   |  |  |
| Fonte: Ministero dell'interno |                                                         |         |       |   |         |       |   |  |  |

### Eletti

#### Eletti nei collegi uninominali
Eletti nella coalizione di centro-destra (FdI - Lega - FI - NM)
| Collegio uninominale | Eletto | Eletto             | Partito           |
| -------------------- | ------ | ------------------ | ----------------- |
| 1. Rovigo            |        | Alberto Stefani    | Lega              |
| 2. Selvazzano Dentro |        | Massimo Bitonci    | Lega              |
| 3. Padova            |        | Elisabetta Gardini | Fratelli d'Italia |

#### Eletti nella quota proporzionale
| Fratelli d'Italia | Partito Democratico-IDP | Lega              | Movimento 5 Stelle |
| ----------------- | ----------------------- | ----------------- | ------------------ |
|                   |                         |                   |                    |
| Gianmarco Mazzi   | Alessandro Zan          | Arianna Lazzarini | Enrico Cappelletti |

1. ↑  Dimissionario in data 09.07.2024 (incompatibile con la carica di europarlamentare). Lo stesso giorno gli subentra Nadia Romeo.